# أمير ناخب

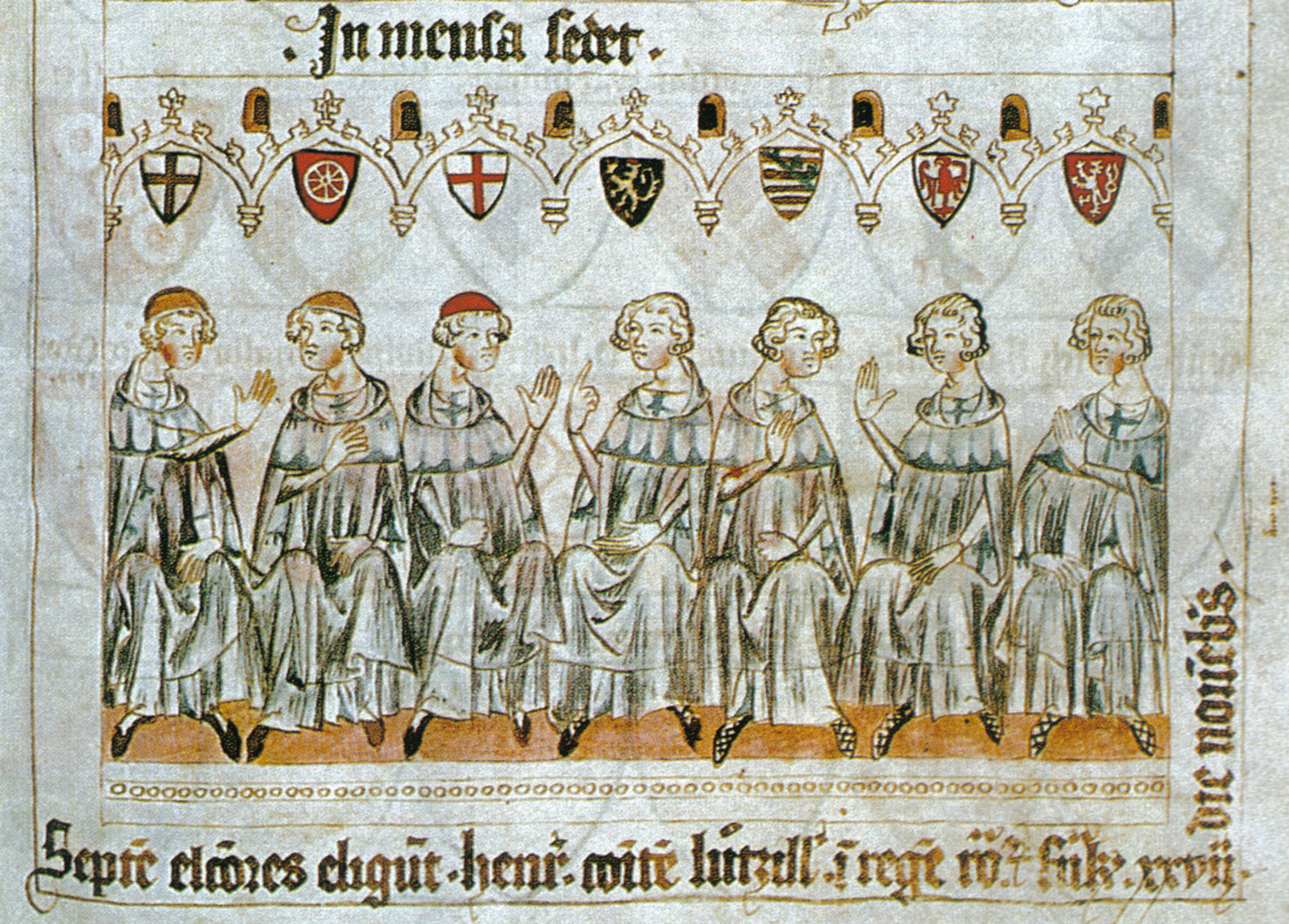
الأمراء الناخبون السبعة ينتخبون إمبراطوراً.

أمير ناخب (بالألمانية: kurfürst ) منصب في الإمبراطورية الرومانية المقدسة أوجبه المرسوم الذهبي و يتكون من عدد محدود من الأمراء يشكلون المجمع الانتخابي الذي أسند له منذ القرن الثالث عشر انتخاب الإمبراطور الروماني المقدس .